# Gilson Simões
Gilson Simões de Souza, detto Gilson Simões o Gilson de Souza (Duque de Caxias, 25 marzo 1967), è un allenatore di calcio ed ex calciatore brasiliano naturalizzato ecuadoriano, di ruolo centrocampista.

## Caratteristiche tecniche
Poteva essere impiegato in vari ruoli: di norma centrocampista centrale o esterno destro, fu talora schierato anche come centravanti. Era un giocatore completo: in possesso di affinate doti tecniche, era abile nel controllo di palla, era veloce e aveva una buona capacità realizzativa.

## Carriera

### Club
Gilson Simões iniziò la carriera da calciatore nello stato di Rio de Janeiro, giocando per l'Americano Futebol Clube di Campos dos Goytacazes. Nel 1989 passò al Vasco da Gama, e fu poi girato in prestito al Filanbanco in occasione della Serie A 1990. Ivi impiegato come centrocampista, segnò 11 gol in 10 partite quando fu spostato a giocare da centravanti. Nel 1991 venne ceduto al Valdez, e nel 1992 fu acquistato dal Barcelona di Guayaquil. Con la nuova società giocò tutto il torneo 1992 e l'inizio di quello del 1993, passando poi all'Atlético Paranaense; con la casacca rosso-nera disputò 5 gare durante il campionato di calcio brasiliano 1993. Nella stagione 1994 giocò un campionato per la LDU Quito, mettendo a segno 15 gol. Nel 1995 vinse il torneo nazionale, venendo nominato miglior giocatore della competizione. Nel gennaio del 1996 gli fu concessa la nazionalità ecuadoriana tramite naturalizzazione, conferita dal presidente Sixto Durán Ballén. Dopo aver vinto il campionato 1997, sempre con il Barcelona, decise di trasferirsi in Arabia Saudita: svincolatosi definitivamente dal club di Guayaquil, avendo riscattato il proprio cartellino nel luglio 1998, giocò nell'Al-Ahli e nell'Al-Nassr. Concluse la carriera nel 2003, in Qatar.

### Nazionale
Naturalizzato per volere del commissario tecnico dell'Ecuador Francisco Maturana, debuttò in Nazionale il 6 marzo 1996, e il 24 aprile dello stesso anno debuttò nelle qualificazioni al campionato del mondo 1998. Nel corso della manifestazione Gilson Simões fu utilizzato con costanza, totalizzando 8 presenze. Il 6 luglio 1997 mise a referto la sua ultima apparizione con la maglia dell'Ecuador.

## Palmarès

### Club

#### Competizioni nazionali
- Campionato brasiliano: 1

Vasco da Gama: 1989
- Campionato ecuadoriano: 2

Barcelona: 1995, 1997

### Individuale
- Miglior giocatore della Serie A: 1

1995